# Lennart Ehrenborg
Lennart Casper Ehrenborg (* 1. Juni 1923 in Stockholm, Schweden; † 8. Dezember 2017 ebenda) war ein schwedischer Filmproduzent, Drehbuchautor und Filmregisseur beim Dokumentarfilm.

## Leben und Wirken
Ehrenborg stieß nach seinem Studium kurz nach dem Zweiten Weltkrieg zum Film und verfasste mit 24 Jahren sein erstes Drehbuch. Anfang der 1950er Jahre folgten Ehrenborgs erste Dokumentarfilmregien, die ihn bis in den Fernen Osten führten. Erst seit 1962 ist Lennart Ehrenborg regelmäßig als Filmschaffender nachzuweisen; bis zum Ende des Jahrzehnts inszenierte und/oder produzierte er eine Fülle von Dokumentationen, zumeist im Auftrag von Sveriges Radio AB und/oder dem Schwedischen Filminstitut. Diese Arbeiten setzten sich mit schwedischen Themen (z. B. Porträtt av Åsa und Sveriges ansikte) auseinander, befassten sich aber auch mit weit entfernten Regionen (z. B. Abu Simbel: tempel som räddats).
1969 und 1970 dokumentierte Ehrenborg Thor Heyerdahls zweiteilige Reise mit dem Papyrusboot Ra von der Küste Marokkos bis nach Barbados in der Karibik. Diese norwegisch-schwedische Gemeinschaftsproduktion wurde im April 1971 in zwei Teilen im deutschen Fernsehen (vermutlich) uraufgeführt und brachte sowohl Heyerdahl wie auch Ehrenborg 1972 eine Oscar-Nominierung in der Kategorie Bester abendfüllender Dokumentarfilm ein. Im selben Jahr lief Ra auch in den USA und im Produktionsland Norwegen an. Trotz dieses großen Erfolgs konnte Lennart Ehrenborg anschließend nur noch wenige Filme herstellen, zuletzt über das Schilfboot „Tigris“, erneut eine Kooperation mit Heyerdahl. Lennart Ehrenborg starb im hohen Alter von 94 Jahren.

## Filmografie
Als Dokumentarfilmproduzent, wenn nicht anders angegeben:
- 1948: I södra halvklotets största hamn: en film om den svenska sjömanskyrkan i Buenos Aires (Kurzfilm, nur Drehbuch)
- 1948: I Sagas värld (nur Drehbuch)
- 1951: Tini-Kling: Drömresan till Fjärran Östern  (nur Regie und Schnitt)
- 1951: De historiska minnenas stad (nur Regie)
- 1959: Konstfack (auch Drehbuch)
- 1962: Dramatiska Teatern 175 år: ett teaterhistoriskt montage (nur Regie)
- 1962: Flamenco
- 1962: Sveriges ansikte
- 1963: Mitt hjärtas stad (auch Regie)
- 1963: Jag ville leva, jag ville dö...
- 1964: Masthugget: ett stycke Göteborg som försvinner
- 1965: Porträtt av Åsa
- 1966: Bron (nur Produktionsleitung)
- 1966: Abu Simbel: tempel som räddats (auch Regie)
- 1967: Kött
- 1969: Mannen som dricker surmjölk
- 1969: Bilder för miljoner (nur Regie)
- 1971: Ra (auch Regie und Schnitt)
- 1973: Nubien (drei Filme)
- 1979: Tigris